# Краснопартизанская (станция)
Краснопартизанская (укр. Краснопартизанська, крымскотат. Taşlı Dayır) — грузопассажирская железнодорожная станция в Крыму, расположенная в селе Красный Партизан Красногвардейского района Крыма.

## История
Станция основана в 1895 году на участке Лозовая - Севастополь. По Статистическому справочнику Таврической губернии. Ч.II-я. Статистический очерк, выпуск пятый Перекопский уезд, 1915 год, на полустанке Ташлы-Даир Бютеньской волости Перекопского уезда дворов не записано, но числилось русское население в количестве 27 «посторонних» жителей. До 1952 года носила название Ташлы-Даир. Нынешнее название дано по селу Красный Партизан, в котором и расположена
На станции имеется зал ожидания с пригородными кассами и камерой хранения

## Пригородное сообщение
- Симферополь - Джанкой (4 пары)
- Симферополь - Солёное Озеро (3 пары)

Стоимость проезда в электричке составляет 100 российских рублей (с 1 января).